# Višegrad (Mađarska)
Višegrad (mađarski: Visegrád, slovački: Vyšehrad, njemački: Plintenburg) je grad u Peštanskoj županiji u sjevernoj Mađarskoj. Nalazi se sjeverno od Budimpešte, na desnoj obali Dunava. Višegrad je najpoznatiji po ostacima srednjovjekovne utvrde i rano-renesansnog ljetnog dvorca hrvatsko-ugarskog kralja Matije Korvina. I sam naziv mjesta potječe od slavenskog naziva za „gornju utvrdu“ ili „gornje naselje/grad/fortifikacija“.
God. 2000., Mađarska je nominirala Višegrad za upis na UNESCO-ov popis mjesta svjetske baštine u Europi.

## Povijest
Višegrad se prvi put spominje 1009. godine kao središte župe i glavni grad jednog arhiđakona, te kraljevska lovna šuma. Nakon razornog mongolskog pohoda u Europu 1242. god., grad je obnovljen na malo južnijem mjestu. Karlo I. Robert je svoje rodno mjesto, Višegrad, učinio prijestolnicom Ugarske 1325. god.
God. 1335., Karlo je u Visegrádu ugostio na dva mjeseca češkoga kralja, Ivana Luksemburškog i poljskog kralja Kazimira III. (tzv. Višegradski kongres). To je bio presudan za stvaranje mira između ova tri kraljevstva i osigurao je savez između Poljske i Mađarske protiv habsburške Austrije. Drugi kongres je uslijedio 1338. god.
Hrvatsko-ugarski kralj Ludovik I. Anžuvinac izdao je u Višegradu 27. svibnja 1358. godine povelju kojom je uredio odnose između svog kraljevstva i Dubrovnika. Tim ugovorom Dubrovnik je dobio zaštitu i povlašteni položaj među dalmatinskim gradovima, čime mu je omogućen samostalan razvitak.
Žigmund Luksemburški, car Svetog Rimskog Carstva i hrvatsko-ugarski kralj, preselio je prijestolnicu u Budim između 1405. – 1408. god. kralj Matija Korvin je koristio Višegrad kao svoju dvorsku palaču, za što je raskošno proširio i ukrasio dvorac, te dao izgraditi veliki park u njegovom podnožju.
Višegrad je izgubio na važnosti po podjeli Kraljevine Ugarske nakon Mohačke bitke 1526. god.
Godine 1991., vodeći političari iz Mađarske, Čehoslovačke i Poljske sastali su se ovdje kako bi utjelovili savez ovih triju zemalja, tzv. Višegradska skupina, jasnom aluzijom na sastanak iz 1335. godine, nekoliko stoljeća ranije.
Višegrad je dobio status grada 2000. god.

## Znamenitosti
Zapadno od Višegrada nalazi se starorimska utvrda, Visegrád-Gizellamajor, a sjeverno velika utvrda Visegrád–Sibrik, koji su bili dio dunavske granice Rimskog Carstva (limes).

### Višegradski gornji grad
Nakon mongolskog pohoda, hrvatsko-ugarski kralj Bela IV. i njegova supruga su dali izgraditi novi fortifikacijski sustav od 1240-50-ih godina u blizini ranijeg uništenog. Prvi dio novog sustava je gornji dvorac na vrhu visokog brijega. Dvorac ima trokutasti tlocrt i tri tornja na svojim kutovima. U 14. stoljeću, u vrijeme anžuvinskih kraljeva, dvorac je postao kraljevska rezidencija, a uvećan je s novim vanjskim zidinama i palačama. Oko 1400. god. kralj Žigmund je također dogradio treći obzid i proširio je zgrade palače. Krajem 15. stoljeća, kralj Matija Korvin je obnovio unutrašnji dio gornjeg dvorca. Gornji dvorac je od 14. stoljeća do 1526. god. i podjele Mađarske služio za čuvanje mađarskih kraljevskih insignija (kruna sv. Stjepana). God. 1544., Višegrad su osvojili Osmanlije, koji su ga od tada stalno držale do 1685. god., osim kratkog razdoblja od 1595. do 1605. god. kada su ga ponovno oslobodili Mađari. U tom razdoblju je dvorac teško stradao i nakon toga nikada nije bio korišten. Gornji dvor je otvoren za posjetitelje.

### Višegradski donji grad
Donji grad je dio fortifikacijskog sustava koji povezuje gornji dvor s Dunavom. U njegovom središtu uzdiže se Solomonov toranj, veliki šesterokutni stambeni toranj iz 13. stoljeća. U 14. stoljeću grade se nove vanjske zidine oko tornja, a tijekom osmanlijskog napada 1544. god. urušio se južni dio tornja. Njegova obnova započela je tek 1870., a dovršena je 1960. god. Trenutačno je u Solomonovom tornju postavka Muzeja kralja Matije (Mátyás Király Muzeum). Izložbe predstavlja obnovljenu gotičku fontanu iz kraljevske palače, renesansne spomenike iz Višegrada i povijest Višegrada.
Prvi kraljevski dvorac na ovom mjestu izgradio je kralj Karlo I. Robert poslije 1325. god. U drugoj polovici 14. stoljeća, njega je povećao u palaču njegov sin, kralj Ludovik I. Anžuvinac. U posljednjoj trećini 14. stoljeća, kralj Ludovik i njegov nasljednik Žigmund Luksemburški dali su većinu ranijih zgrada rastaviti i stvoriti novi raskošni kompleks palače čije su široke ruševine vidljive i dan danas. Tlocrt palače se rasprostire na površini od 123 x 123 m, a na sjevernoj strani nalazi se park, kojega s južne strane zatvara franjevački samostan koji je osnovao kralj Žigmund 1424. god. U njihovo vrijeme, palača je bila službena rezidencija Ugarskih kraljeva do oko 1405. – 1408. godine kada se dvor seli u novoobnovljeni Budimski dvorac. Između 1477. – 1484. godine Matija Korvin je palaču obnavio u kasno-gotičkom stilu. Talijanski renesansni arhitektonski stil je korišten za ukrašavanje, po prvi put u Europi izvan Italije. Nakon što su Osmanlije osvojile Višegrad 1544. godine, palača je porušena, a do 18. stoljeća je bila potpuno prekrivena zemljom. Njezino iskapanje je započeto 1934. godine i nastavlja se sve do dan danas. Trenutačno, rekonstruirana je kraljevska rezidencija koja je otvorena za javnost s izložbom o povijesti palače i obnovljenim povijesnim interijerima.

## Vanjske poveznice
- Karta Višegrada  Arhivirana inačica izvorne stranice od 25. listopada 2007. (Wayback Machine)
- Fotografije Višegrada iz zraka